# سويداد لينيال

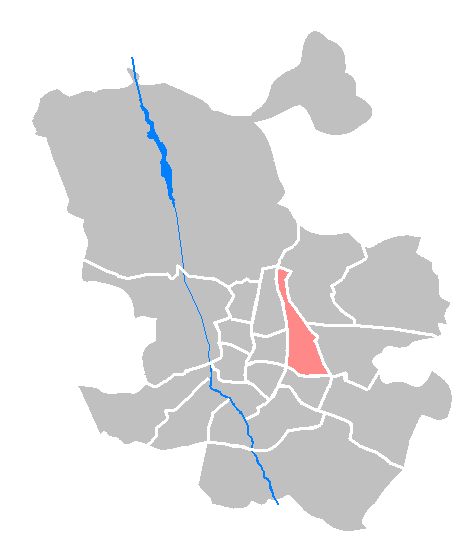
موقع سويداد لينيال

سويداد لينيال (بالإسبانية: Ciudad Lineal)‏ هي مقاطعة في مدريد في إسبانيا.